# Epinephelus striatus
La cernia testa di toro (Epinephelus striatus) è un pesce appartenente alla famiglia Serranidae. 

## Descrizione
Descritto per la prima volta nel 1782 da Marcus Ellese Bloch, un ittiologo tedesco, questo pesce ha un corpo allungato, con una grande testa ed un'ampia bocca caratterizzata da due labbra carnose, delle quali quella inferiore è solitamente più sporgente. La bocca, che può aprirsi notevolmente, è irta di denti il cui scopo è di trattenere le prede piuttosto che morderle. La pinna dorsale è parzialmente controllata dal pesce: poiché i primi raggi sono spinosi, solamente la parte finale può essere eretta ma viene tuttavia spesso mantenuta piegata. Sia questa che la pinna anale sono squamate alla base, mentre invece quelle pettorali non lo sono. Una particolarità della coda risiede nel fatto che essa muti forma con il passare degli anni: negli individui più giovani è arrotondata, mentre è invece convessa negli adulti. La gamma cromatica assunta dalla cernia varia a seconda di diversi fattori, in primis in funzione dell'ambiente in cui vive: in caso il pesce viva vicino alla superficie, il colore assunto sarà tendenzialmente vicino al grigio, qualora invece abiti presso il fondale, le tonalità varieranno verso un marrone rosato; E. striatus  possiede la capacità di cambiare colore a suo piacimento, pertanto quanto affermato in precedenza non si dimostra sempre vero. Nonostante ciò ogni esemplare, indipendentemente da dove esso si trovi, possiede sempre 5 bande verticali bianche sul corpo ed un disegno sul capo a forma di ferro di cavallo. Sebbene la lunghezza media si aggiri intorno agli 80 cm ed i 10 kg di peso, sono stati pescati esemplari di 120 cm e di 23 kg. 

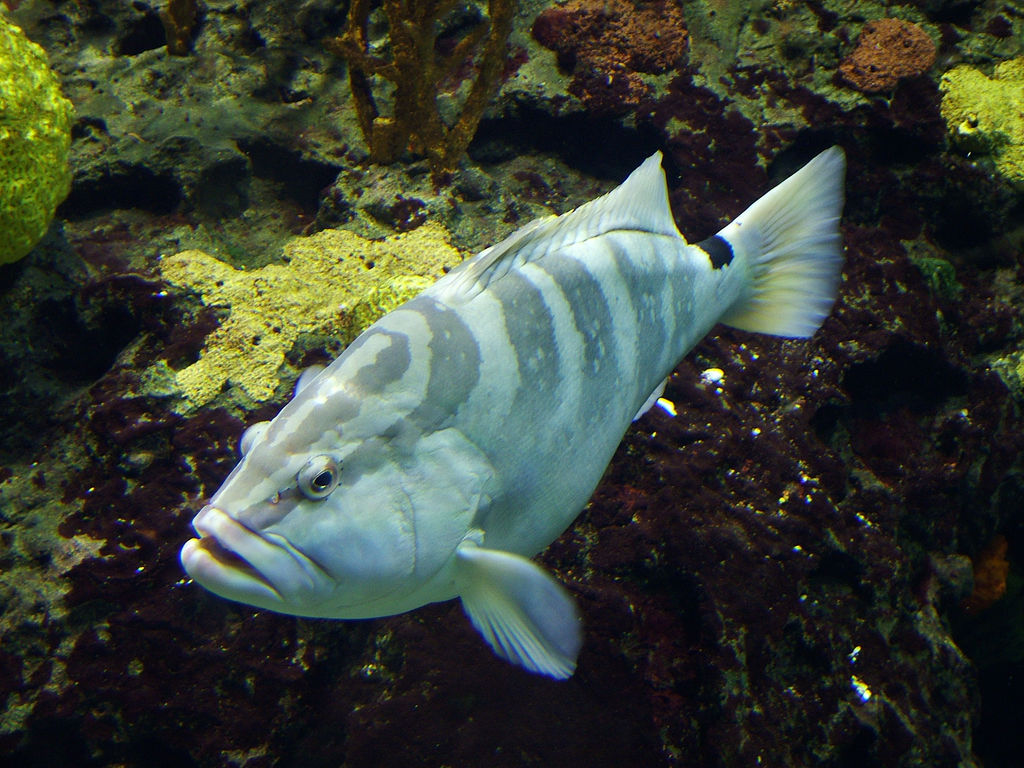
Cernia testa di toro con colorazione grigia

## Distribuzione ed habitat
È possibile imbattersi in questo pesce nell'Oceano Atlantico Occidentale, più specificamente nel Mar dei Caraibi, nelle acque delle Bahamas, intorno alla Penisola dello Yucatán, e nelle coste del Brasile. La sua presenza è stata anche riscontrata vicino alla Florida. Vive fino a 300 m di profondità, i giovani preferiscono le acque costiere e le praterie di alghe, mentre invece gli adulti gradiscono maggiormente le acque pelagiche con strutture coralline.

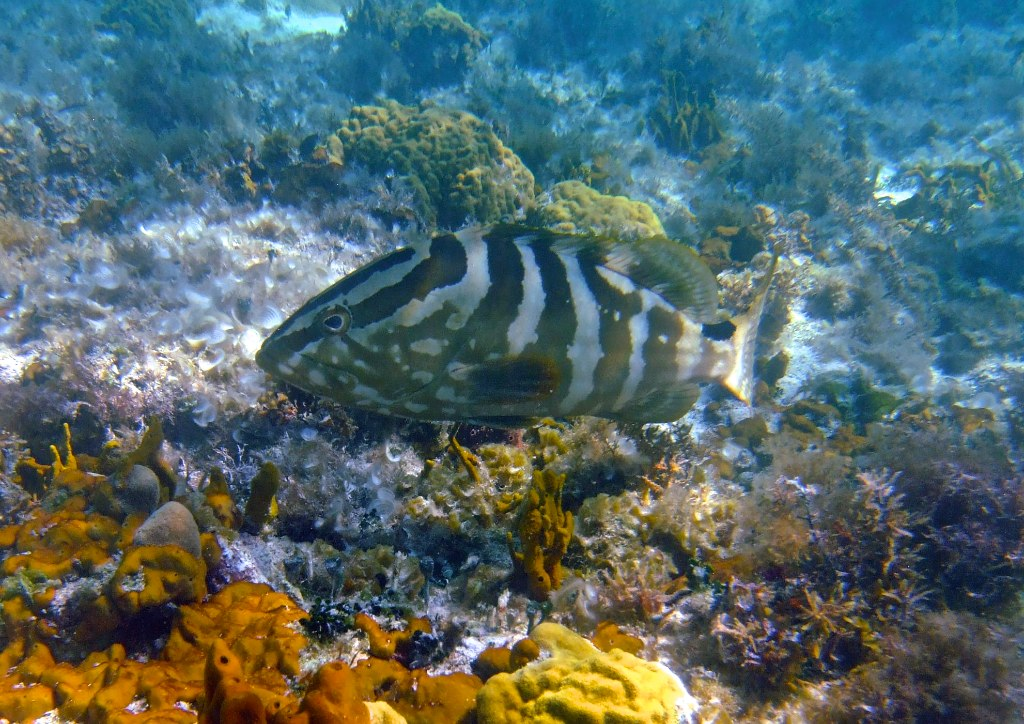
Cernia testa di toro con colorazione marrone

## Biologia

### Alimentazione
E. striatus non presenta particolari tendenze alimentari, infatti inghiotte qualunque cosa riesca ad entrare nella sua bocca. È un grande frequentatore delle stazioni di pulizia marine: lo si può spesso osservare con le mascelle spalancate mentre alcuni pesci pulitori entrano ed escono dalla sua bocca per rimuovere parassiti o ciò che rimane di un pasto.

### Riproduzione
È una specie ermafrodita: inizia la sua vita come esemplare femmina, nel corso degli anni poi, diventa un maschio e rimane tale per il resto della vita. Si riproduce in inverno: le femmine liberano le uova in superficie e poi i maschi le fecondano. Il successo di questa strategia è però considerevolmente basso a causa della casualità del tutto.